# Jamaica, Land We Love
Jamaica, Land We Love är Jamaicas nationalsång. Texten skrevs av Hugh Sherlock och musiken komponerades av Robert Lightbourne och bearbetades av Mapletoft Poulle.

## Text
Eternal Father, Bless our land

Guard us with thy mighty hand

Keep us free from evil powers

Be our light through countless hours

To our leaders, Great Defender,

Grant true wisdom from above

Justice, truth be ours forever

Jamaica, land we love

Jamaica, Jamaica, Jamaica, land we love

Teach us true respect for all

Stir response to duty's call

Strengthen us the weak to cherish

Give us vision lest we perish

Knowledge send us, Heavenly Father,

Grant true wisdom from above

Justice, truth be ours forever

Jamaica, land we love

Jamaica, Jamaica, Jamaica, land we love